# Вардан II Дадіані
Вардан II Дадіані (груз. ვარდან II დადიანი; д/н — бл. 1250) — 3-й еріставі Одіши (Мегрелії) у 1239—1250 роках. За іншими розрахунками вважається Варданом III.

## Життєпис
Старший син еріставі Шергіла. Відомостей про нього обмаль. Під час чергового вторгнення монголів у 1240 році зберіг вірність цариці Русудан. Під час міжцарювання 1245—1247 років активно зміцнював вплив свого роду, допомагаючи братові Цотне, що став одним з регентів Грузинського царства.
Водночас у внутрішній політиці активно підтримував православну церкву, надавав кошти монатирям. Помер близько 1250 року. Йому спадкував брат Цотне.